# Dehkadeh-ye Ţāleqānī
Dehkadeh-ye Ţāleqānī (persiska: دهکده طالقانی) är en ort i Iran.   Den ligger i provinsen Alborz, i den norra delen av landet, 60 km väster om huvudstaden Teheran. Dehkadeh-ye Ţāleqānī ligger 1 308 meter över havet och antalet invånare är 319.
Terrängen runt Dehkadeh-ye Ţāleqānī är platt åt sydväst, men åt nordost är den kuperad.Runt Dehkadeh-ye Ţāleqānī är det mycket tätbefolkat, med 1 018 invånare per kvadratkilometer. Närmaste större samhälle är Karaj, 14,2 km öster om Dehkadeh-ye Ţāleqānī. Trakten runt Dehkadeh-ye Ţāleqānī består till största delen av jordbruksmark.